# Мамраев, Бейбит Баймагамбетович
Бейбит Баймагамбетович Мамраев (каз. Бейбіт Баймағамбетұлы Мамыраев; род. 5 февраля 1957, Казгородок, Карагандинская область) — казахстанский общественный и политический деятель, доктор филологических наук (1998), профессор. Депутат Мажилиса Парламента Республики Казахстан (с 2016 года).

## Биография
Родился 5 февраля 1957 года в Нуринском районе Карагандинской области.
С 1973 года работал в совхозе имени Чкалова Карагандинской области. В 1980 году окончил филологический факультет Карагандинского государственного университета, в 1986 — аспирантуру по кафедре литературы Казахского национального педагогического университета имени Абая.
В 1980—1986 годы — преподаватель, старший преподаватель Карагандинского кооперативного института, в 1986—1989 — доцент Карагандинского государственного университета.
С 1989 по 2000 годы — старший научный сотрудник, ученый секретарь, докторант, заместитель директора Института литературы и искусства им. М. О. Ауэзова Академии наук Казахстана.
С 1999 по 2000 годы — профессор Казахского государственного университета.
С 2000 по 2004 годы — заведующий сектором, главный эксперт, заведующий сектором Администрации Президента Республики Казахстан.
С 2004 по 2006 годы — советник, советник-посланник Посольства Республики Казахстан в Российской Федерации.
С 2006 по 2008 годы — государственный инспектор Администрации Президента Республики Казахстан.
С 2008 по 2012 годы — ректор Восточно-Казахстанского государственного университета имени С. Аманжолова.
С 2012 по 2016 годы — ректор Атырауского государственного университета имени Х. Досмухамедова.
С 2012 по 2016 годы — депутат Восточно-Казахстанского областного маслихата.
С 24 марта 2016 года — депутат Мажилиса Парламента Республики Казахстан VI созыва от партии «Нур Отан», член Комитета по социально-культурному развитию Мажилиса Парламента Республики Казахстан.

## Научная деятельность
В 1986 году защитил кандидатскую («Казахские литературные связи начала XX века»), в 1998 — докторскую диссертацию («Основные тенденции развития казахской литературы первой четверти XX в.»).
Автор книг «Казахские литературные связи начала XX века» (1991), «Основные тенденции развития казахской литературы первой четверти XX века» (1998), «История казахской литературы» (1999 г., в соавт., на турецк. яз.), более 200 научных публикаций, в том числе за рубежом.

## Награды и звания
- Орден Курмет (декабрь 2011 года)
- Медаль «Астана» (1998 года)
- Благодарственное письмо Первого Президента Республики Казахстан (2007, 2011, 2015)
- Академик Международной экономической академии Евразии
- Почётный работник образования Республики Казахстан
- нагрудный знак «Отличник образования Республики Казахстана»
- нагрудный знак «Ыбырай Алтынсарин»
- нагрудный знак «За заслуги в развитии физической культуры и спорта»
- Знак отличия Вооруженных сил РФ «За заслуги» (2010)
- Медали
- 2001 — Медаль «10 лет независимости Республики Казахстан»
- 2005 — Медаль «10 лет Конституции Республики Казахстан»
- 2008 — Медаль «10 лет Астане»
- 2011 — Медаль «20 лет независимости Республики Казахстан»
- 2011 — Медаль от партии Нур Отан «Белсенді қызметі үшін»
- 2015 — Медаль «20 лет Конституции Республики Казахстан»
- 2015 — Медаль «20 лет Ассамблеи народа Казахстана»
- 2016 — Медаль «25 лет независимости Республики Казахстан»
- 2018 — Медаль «20 лет Астане»